# Amsterdam Centraal
Amsterdam Centraal (Asd) er hovedbanegård i Amsterdam. Den er en af de vigtigste jernbaneknudepunkter i Holland og bruges af ca. 150.000 passagerer dagligt ekskl. transferpassagerer. Den er ligeledes begyndelsespunktet for Amsterdam Metros linje 51, 53 og 54. Stationsbygningen er designet af P. J. H. Cuypers og A. L. van Gendt og åbnede i 1889. 
Stationen er pt. under ombygning, da man er ved at bygge en ny metrolinie, Nord/Syd linjen (metro linje 52).
Amsterdam Centraal
| Foregående station |  | CityNightLine                        |  | Efterfølgende station                 |
| ------------------ |  | ------------------------------------ |  | ------------------------------------- |
| Endestation        |  | Borealis Amsterdam - København       |  | Utrecht Centraalmod København H       |
| Endestation        |  | Pollux Amsterdam - München/Innsbruck |  | Utrecht Centraalmod Innsbruck Hbf     |
| Endestation        |  | Kopernikus Oberhausen - Prag         |  | Utrecht Centraalmod Praha hl.n        |
| Endestation        |  | Pegasus Amsterdam - Zürich/Brig      |  | Utrecht Centraalmod Brig              |
| Foregående station |  | EuroNight                            |  | Efterfølgende station                 |
| Endestation        |  | Jan Kiepura Amsterdam - Moskva       |  | Utrecht Centraalmod Moskva Belorussky |

52°22′42″N 4°54′0″Ø / 52.37833°N 4.90000°Ø
1. ↑  Navnet er anført på engelsk og stammer fra Wikidata hvor navnet endnu ikke findes på dansk.
2. ↑  Navnet er anført på engelsk og stammer fra Wikidata hvor navnet endnu ikke findes på dansk.
3. ↑  Navnet er anført på engelsk og stammer fra Wikidata hvor navnet endnu ikke findes på dansk.
4. ↑  Navnet er anført på engelsk og stammer fra Wikidata hvor navnet endnu ikke findes på dansk.
5. ↑  Navnet er anført på engelsk og stammer fra Wikidata hvor navnet endnu ikke findes på dansk.
6. ↑  Navnet er anført på engelsk og stammer fra Wikidata hvor navnet endnu ikke findes på dansk.
7. ↑  Navnet er anført på svensk og stammer fra Wikidata hvor navnet endnu ikke findes på dansk.